# 內日峰
內日峰（法語：Piton des Neiges）是印度洋西南部留尼旺島上的死火山，位於馬達加斯加以東約800公里，海拔高度3,069米，該山地勢陡峭，山上約100座瀑布，最近一次火山噴發在20,000年前發生。

## 外部連結
- Reunion island （页面存档备份，存于）
- Hike starting from la Plaine des Cafres （页面存档备份，存于）